# Lührsbockeler Moor
Das Lührsbockeler Moor ist ein Naturschutzgebiet in der niedersächsischen Stadt Soltau und der Gemeinde Wietzendorf im Landkreis Heidekreis.

## Beschreibung
Das Naturschutzgebiet mit dem Kennzeichen LÜ 296 ist rund 187 ha groß. Es liegt im Wietzenbruch zwischen Soltau und Wietzendorf und stellt ein abgetorftes Hochmoor unter Schutz. Das Moorgebiet grenzt im Nordwesten an eine Straße und wird ansonsten überwiegend von Wald begrenzt. Innerhalb des Naturschutzgebietes befinden sich mehrere Grünlandflächen, die extensiv beweidet werden, im Norden auch zwei Bereiche, die ackerbaulich genutzt werden. Hier befinden sich auch Waldbereiche innerhalb des Schutzgebietes.
Das Moor wurde nach dem Ende des über mehrere Jahrzehnte andauernden Torfabbaus wiedervernässt und im Jahr 2010 renaturiert. Durch die Wiedervernässungsmaßnahmen sind großflächige Flachwassergebiete entstanden. Auch die Waldbereiche im Naturschutzgebiet wurden vernässt. In den Vernässungsbereichen wachsen wieder Wollgras- und Torfmoosbestände. In den Randbereichen der Abbauflächen ist typische Hochmoorvegetation mit Feuchtheiden mit Glocken- und Rosmarinheide und dem Mittleren Sonnentau zu finden. Trockene Bereiche, die u. a. von Besenheide eingenommen werden, sollen zu nassen Feuchtheiden entwickelt und standortfremde Gehölze, wie Fichten, Douglasien und die Spätblühende Traubenkirsche, verdrängt werden.
Im Naturschutzgebiet leben u. a. Kranich, Kiebitz, Bekassine, Großer Brachvogel, Raubwürger, Waldwasserläufer, Tüpfelsumpfhuhn und Wasserralle. Auch verschiedene Schmetterlinge wie Torfmooreule, Haworths Moorwieseneule, Moorbläuling, Blaues Ordensband, Gelbbraune Rindeneule und Heidekräuterrasen-Erdeule sowie Libellen wie Speer-Azurjungfer, Kleine Moosjungfer und Hochmoor-Mosaikjungfer finden hier einen Lebensraum.
Das Moor entwässert über Gräben zur Wietze.
Die Ausweisung als Naturschutzgebiet wurde am 27. Juni 2013 beschlossen. Das Naturschutzgebiet schließt Teile des bestehenden Landschaftsschutzgebietes „Wilde Berge und Umgebung“ ein. Zuständige untere Naturschutzbehörde ist der Landkreis Heidekreis.